# Said Seddiki
Said Seddiki (en arabe : سعيد الصديقي), né en 1960 à Casablanca, est un footballeur international marocain, reconverti entraîneur, qui évoluait au poste de milieu de terrain au Raja Club Athletic.
Il commence le football dans la maison de la jeunesse de Ben Msik avant de rejoindre l'Union Sidi Othmane en 1976. En 1979, il signe au Raja CA avec qui il remporte la Coupe du trône en 1982, le championnat en 1988 et la Coupe des clubs champions africains en 1989.
En sélection, il est appelé en 1979 avec l'équipe nationale juniors pour disputer les qualifications pour la Coupe du monde de football juniors 1977. En 1980, il est convoqué par Just Fontaine en équipe nationale A.

## Biographie

### En club

#### Jeunesse et formation
Said Seddiki voit le jour en 1960 dans l'arrondissement de Sidi Othmane, dans le quartier de Derb Baladia
C'est à l'âge de 10 ans qu'il intègre l'école de sport de la maison de la jeunesse de Ben Msik, où de nombreux joueurs ont fait leur début. C'est Moulay Abdellah Idrissi, ancien joueur du Tihad AS et encadreur au Ministère de la jeunesse et du sport, qui l'a découvert et lui a permis de faire ses premières armes avec les minimes.

#### USO et ONE (1976-1979)
Doué, il attira l'attention des dirigeants de l'Union Sidi Othmane, présidée à l'époque par Haj Tanane. Pendant une année, il évolua avec les cadets de cette équipe en troisième division avant de rejoindre les séniors à l'âge de 17 ans.
En 1978-1979, il jouait en parallèle avec son équipe l'USO et avec l'équipe travailliste de l'ONE, qui évoluait dans le championnat national travailliste.
En 1979, Abdelkader Semlali, président de la fédération travailliste de football et qui était proche de Abderrazak Mekouar, président du Wydad AC, le propose à Mustapha Bettache, alors entraîneur du club rouge. Mais le refus du président de l'USO empêche le transfert.

#### Raja CA (1979-1991)
En 1979, alors qu'il jouait avec l'ONE un match amical contre le Spartak de Moscou (victoire 2-0), il délivre une prestation remarquable qui ne passa pas inaperçu par les dirigeants du Raja CA, club qu'il aimait depuis l'enfance, vu que son père est originaire de Derb Sultan.
Quelques jours plus tard, Said Seddiki faisait partie du club. Il fait son baptême de feu contre le Kénitra AC avec Mohamed Tibari et Aziz Kabbaj sur le banc de touche et délivre la passe du but victorieux à Abdellatif Beggar. Il évolua au poste d'ailier droit avec des grands noms tels que Abdelmajid Dolmy, Fathi Jamal, Mohamed Nejmi, Abdelhak Fethi, Jawad Chennaoui, ou Mohamed Laârabi.
En 1981, Pál Orosz le place au milieu de terrain à l'occasion du Tournoi de la presse, organisé chaque année en Tunisie. Le Raja bat l'Espérance de Tunis en finale et remporte le tournoi.
Le 14 mars 1982 au Stade Roches noires à Casablanca, le Raja joue la finale de la Coupe du trône face à la Renaissance de Kénitra. C'est Abdellatif Beggar qui marque le seul but de la rencontre sur pénalty pour offrir au Raja son troisième titre de la compétition. Cette saison sera également témoin de la première apparition du Raja sur la scène africaine, plus précisément en Coupe d'Afrique des vainqueurs de coupe, en s'opposant lors du premier tour à l'AS Police. Les Verts s'inclinent au Sénégal (1-0), et ne parviennent pas à rattraper ce retard à Casablanca (0-0). Le Raja subit ainsi son inexpérience en compétitions continentales et sort du premier tour.
En 1982-1983, le Raja finit encore 5e du championnat, et atteint pour la deuxième fois de suite la finale de la Coupe du trône, et croise le fer cette fois avec l'Olympique de Casablanca. La finale se déroule le 21 août 1983 dans un Stade Mohamed V fraîchement renommé et rénové à l'occasion des Jeux méditerranéens de 1983. Le Raja perd le titre aux tirs au but (4-5), après que le match s'est soldé sur match nul (1-1).
Le 17 juillet 1988, le Raja bat l'Union de Sidi Kacem (1-0) lors de l'avant dernière journée grâce au but de Abderrahim Hamraoui au Stade Abdelkader Allam, et remporte le premier championnat de son histoire. Le Raja participe donc à la Coupe des clubs champions africains, l'ancêtre de la Ligue des champions qui ne donnait alors le droit de participation qu'aux champions nationaux. Après le départ en retraite de Mohamed Nejmi en 1989, Seddiki porte le brassard de capitaine du Raja.
Le 15 décembre 1989, les Verts remportent la Coupe des clubs champions africains en battant en finale le Mouloudia d'Oran aux tirs au but après un score cumulé de 1-1. Seddiki n'a pas joué le match retour pour accumulation de cartons jaunes, c'est donc Hassan Mouahid qui a soulevé le trophée à Oran.
Au terme de la saison 1990-1991, après un dernier match contre l'AS FAR, Seddiki met fin à sa carrière avec les Verts.

#### TAS et CA Khénifra puis fin de carrière
Il signe ensuite avec le Tihad AS pour une saison avant d'émigrer aux États-Unis pour quelques mois.
De retour au pays, il joue pour le CA Khénifra pendant six mois sous la houlette de Lahcen Chicha, avant de raccrocher les crampons.

### En sélection
En 1977, il est appelé en équipe nationale de la Chaouia, puis l'équipe nationale juniors avec Amari et Lemghari comme entraîneurs. Il dispute avec les Lionceaux les qualifications pour la Coupe du monde de football juniors 1977 et se qualifient contre la Guinée.
En 1980, Said Seddiki est convoqué par Just Fontaine en équipe nationale A. Avec les Lions de l'Atlas, il se classe troisième à la Coupe d'Afrique des nations 1980, jouée à Lagos.

### Carrière d'entraîneur
En 1994, il embrasse une nouvelle carrière d'encadreur des jeunes au sein du Raja avec M'hamed Fakhir pour les cadets B. Entre 2005 et 2007, il entraine les juniors puis prends charge les espoirs entre 2007 et 2010 avec qui il remporte le championnat national trois fois.
En 2010, il devient l'entraineur de Youssoufia Berrechid et manque de peu la montée en première division.
Après des passages avec Chabab Houara, JS Kasba-Tadla, JS Massira et RC Oued Zem, il revient à Berrechid en 2016. Au terme de la saison 2017-2018, il réussit enfin la montée en finissant deuxième derrière le Mouloudia d'Oujda.
Le 26 août 2018, il gagne son premier match en Botola1 contre le Hassania d'Agadir (1-0). Il joue contre le Raja pour la première fois le 26 décembre 2018 et s'incline difficilement à le dernière minute (1-2). Lors du match retour au Stade Père-Jégo, les hommes de Seddiki délivrent un match spectaculaire et renverse le score après avoir été mené 2-0, avant d'encaisser le but d'égalisation en fin de match (3-3),. Contre toute attente, le club réalise le meilleur classement de son histoire en finissant à la sixième place tout en produisant un jeu séduisant et offensif.
Malgré un début de saison 2019-2020 très mauvais, le club maintient sa confiance en lui. L’équipe enregistre la première victoire de la saison contre le Raja qui limoge Patrice Carteron (3-2). Cependant, le Youssoufia Berrechid annonce le 31 décembre 2019 le licenciement de Saïd Seddiki de son poste d’entraîneur, alors que le club occupe l'avant dernière place du classement,.
Entre 2022 et 2024, il entraine la Jeunesse sportive Massira, et retourne en octobre 2024 au Youssoufia Berrechid.

## Palmarès

### En tant que joueur
Raja Club Athletic
- Championnat du Maroc (1)
  - Champion en 1987-88.
  - Vice-champion en 1985-86.

- Coupe du Trône (1)
  - Vainqueur en 1981-82.
  - Finaliste en 1982-83.

- Ligue des champions de la CAF (1)
  - Vainqueur en 1989

### En tant qu'entraîneur
Youssoufia Berrechid
- Championnat du Maroc D2
  - Vice-champion en 2017-18